# Eugeni Bregolat Obiols
Eugeni Bregolat Obiols (la Seu d'Urgell, 26 de gener de 1943) és un diplomàtic català, el qual ha tingut com a darrera missió diplomàtica la d'Ambaixador d'Espanya a la Xina amb concurrència també a Mongòlia. Actualment, ostenta el rang Ambaixador d'Espanya de carrera, sense missió concreta.
Llicenciat en Dret per la Universitat de Barcelona, va ingressar el 1971 en la Carrera Diplomàtica sent diplomat en Estudis Internacionals. Va ser director d'estudis al gabinet del President del Govern d'Espanya amb Adolfo Suárez i Leopoldo Calvo-Sotelo. Ha estat destinat en representacions diplomàtiques espanyoles a la Unió Soviètica i Hannover, i ambaixador d'Espanya a Indonèsia, el Canadà, Rússia i Andorra. A més, va ser director polític al Ministeri d'Assumptes Exteriors entre 1997 i 1999. El Govern el va nomenar ambaixador especial del Fòrum Universal de les Cultures Barcelona 2004, i un any després va ocupar el càrrec com a ambaixador espanyol a Andorra. Ha estat ambaixador d'Espanya a la Xina en tres ocasions: de 1986 a 1991, de 1999 a 2003 i des del gener de 2011 fins a l'actualitat. També és col·laborador en diaris com 'La Vanguardia' i 'El Imparcial'.

## Incident de l'ambaixada a Pequín
El març de 2002, durant el seu segon període com a ambaixador a la Xina, va resoldre amb èxit l'ocupació de l'edifici de l'ambaixada espanyola a Pequín per part de vint-i-cinc nord-coreans, que van demanar asil polític i que, finalment, van ser traslladats a Seül.